# أوسكار فاليس
أوسكار فاليس (بالإسبانية: Óscar Vales)‏ هو لاعب كرة قدم إسباني في مركز الدفاع، ولد في 13 سبتمبر 1974 في بلباو في إسبانيا. شارك مع منتخب إسبانيا تحت 18 سنة لكرة القدم ومنتخب إسبانيا تحت 20 سنة لكرة القدم ومنتخب إسبانيا تحت 21 سنة لكرة القدم ومنتخب إقليم الباسك لكرة القدم. أما مع النوادي، فقد لعب مع أتلتيك بيلباو ب وأتلتيك بيلباو وسيلتا فيغو ونادي باسكونيا.